# Louise Hazel

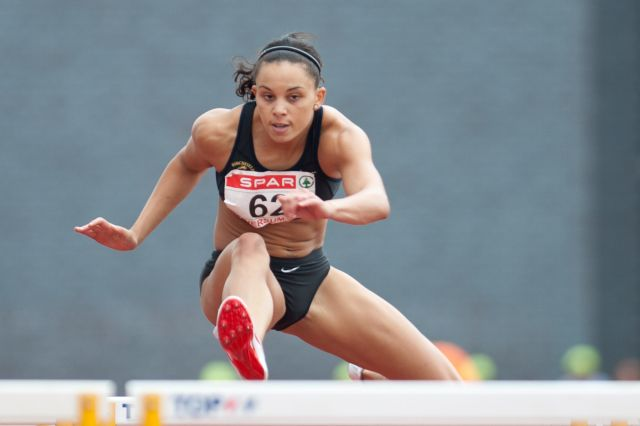
Louise Hazel, 2010

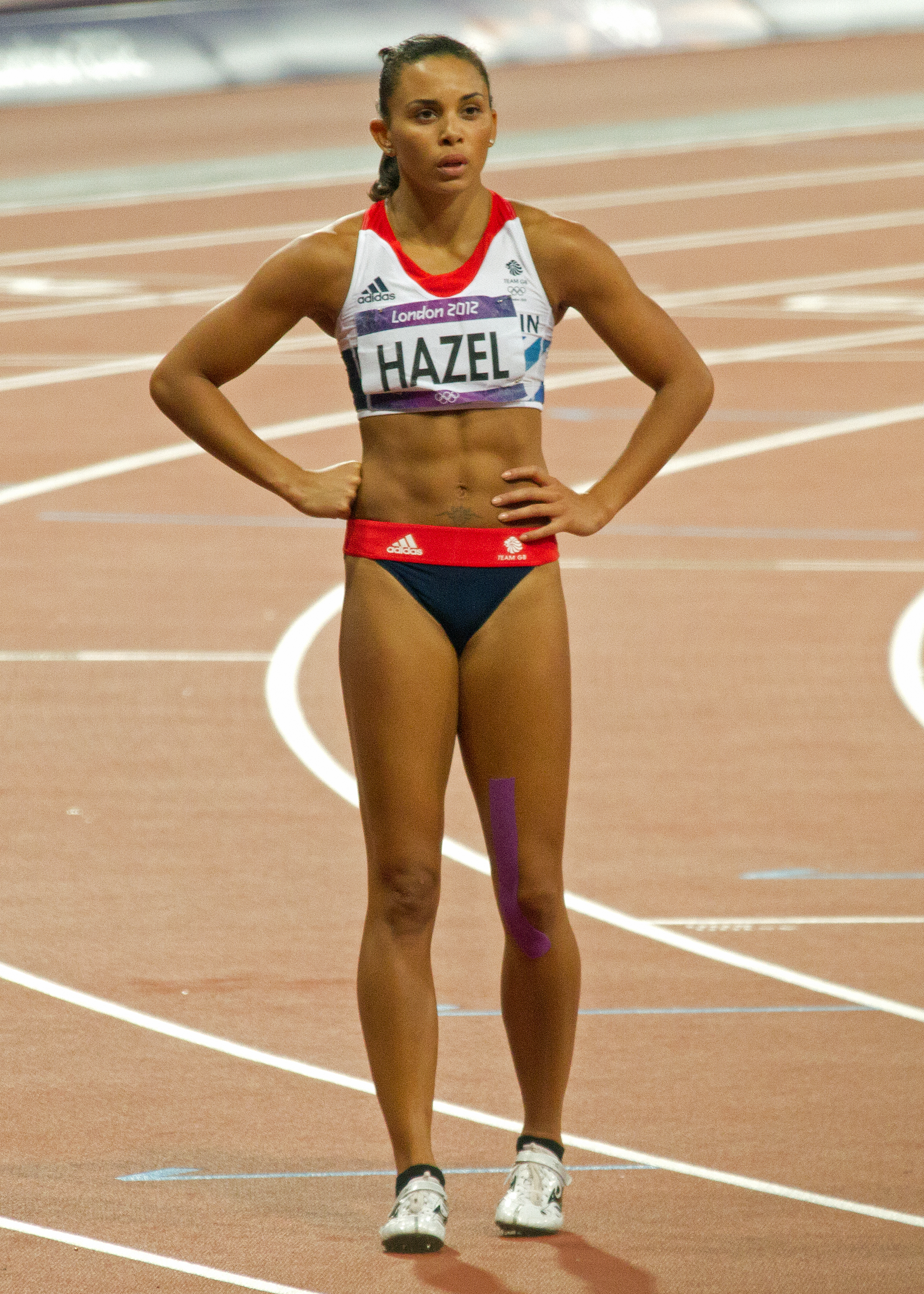
Louise Hazel, 2012

Louise Victoria Hazel (* 6. Oktober 1985 im London Borough of Southwark) ist eine britische Siebenkämpferin.
Bei den Europameisterschaften 2006 in Göteborg kam sie auf den 17. Platz und bei den Weltmeisterschaften 2009 in Berlin auf den 14. Platz.
2010 gewann sie für England startend Gold bei den Commonwealth Games in Delhi.
2011 belegte sie bei den Weltmeisterschaften in Daegu erneut Rang 14 und 2012 bei den Olympischen Spielen in London Rang 27.

## Bestleistungen
- Siebenkampf: 6166 Punkte, 17. Juli 2011, Ratingen
- Fünfkampf (Halle): 3931 Punkte, 12. Februar 2006, Prag